# Kottwil

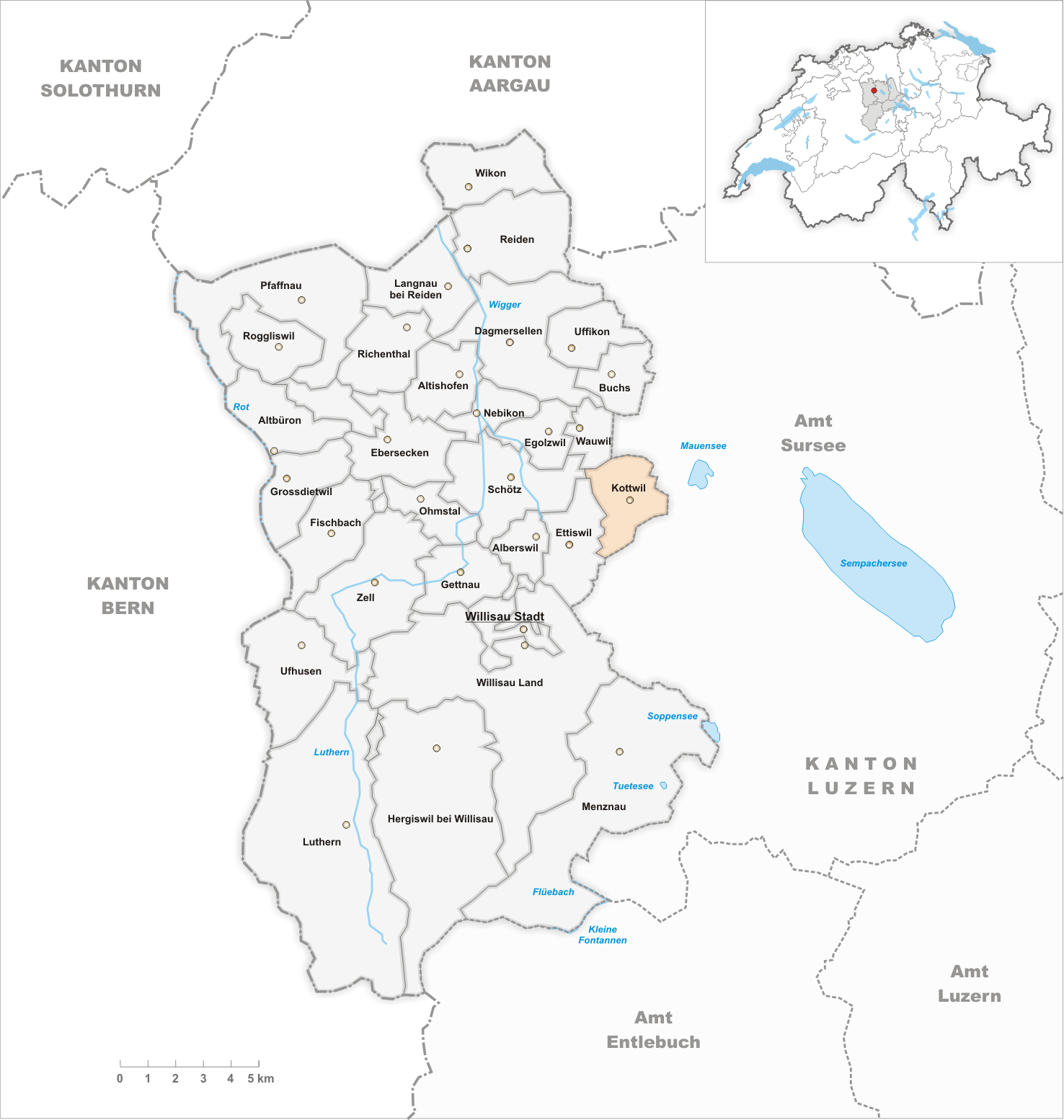
Gemeindestand vor der Fusion am 1. Januar 2006

Kottwil ist ein Dorf, das zur Gemeinde Ettiswil im Luzerner Hinterland gehört. Bis zum 31. Dezember 2005 bildete es eine eigenständige Einwohnergemeinde.

## Geographie
Kottwil liegt am Südrand des Wauwilermooses an der Strasse von Sursee nach Willisau. Östlich des Dorfs erhebt sich der Kottwiler Gütsch (641 m ü. M.), der teilweise vom Gütschwald bedeckt ist. Südlich des Dorfs ragt der Zuselergütsch (658 m ü. M.) empor. Auch er ist teilweise bewaldet (Zuselerwald). Beide sind die nordwestlichsten Ausläufer des Leidenbergs. Mit dem Dreizwingewald gibt es schlussendlich noch ein drittes grösseres Waldgebiet auf dem ehemaligen Gemeindeboden. Insgesamt sind 17,2 % der Ortschaft mit Wald und Gehölz bedeckt.
Der Grossteil ist seit der Trockenlegung des Wauwilersees und des Wauwilermooses Landwirtschaftsgebiet (76,8 % der früheren Gemeindefläche). Nur kleine Überreste des Sumpflands haben die Trockenlegung überstanden. Zu ihnen gehören das Hagimoos im Nordosten und die Weiher beim Rothubel ganz im Südwesten des Orts. Nebst dem Dorf gehören noch verschiedene Weiler und Einzelgehöfte zu Kottwil. Die grössten sind der Weiler Seewagen 1 km nördlich und die zusammengewachsenen Weiler Kreuzacher und Zuswil 1 km südwestlich der Hauptsiedlung. Insgesamt sind dennoch bloss 5,1 % Siedlungsfläche.
Ehemalige Nachbargemeinden der einst selbständigen Gemeinde waren Ettiswil, Grosswangen, Mauensee, Schötz und Wauwil.

## Bevölkerung

### Bevölkerungsentwicklung
Kottwil hatte nie eine grosse Zahl Bewohner. Diese sank – mit Ausnahme 1870–1880 – von 1850 bis 1920 durch Abwanderung massiv (1850–1920: −21,4 %). Dank einer Wachstumsperiode von 1920 bis 1950 (1920–1950: +28,3 %) konnte die ursprüngliche Bevölkerungszahl wieder erreicht werden. Zwischen 1950 und 1990 folgte eine zweite Auswanderungswelle (1950–1990: −26,1 %). Diese beiden Eckjahre stehen für die höchste (1950) und niedrigste (1990) Bevölkerungszahl. Ab 1990 wuchs die Einwohnerschaft wieder deutlich (1990–2004: +30,9 %).
| Bevölkerungsentwicklung | Bevölkerungsentwicklung |
| Jahr                    | Einwohner               |
| ----------------------- | ----------------------- |
| 1850                    | 472                     |
| 1870                    | 428                     |
| 1880                    | 450                     |
| 1920                    | 371                     |
| 1950                    | 476                     |
| 1960                    | 387                     |
| 1980                    | 311                     |
| 1990                    | 304                     |
| 2000                    | 386                     |
| 2004                    | 398                     |

### Sprachen
Die Bevölkerung benutzt als Alltagssprache eine hochalemannische Mundart, die dem Luzerndeutschen zugerechnet wird. Bei der letzten Volkszählung im Jahr 2000 gaben 99,22 % Deutsch, 0,52 % Französisch und 0,22 % Rätoromanisch als Hauptsprache an.

### Religionen – Konfessionen
Früher waren alle Bewohner Mitglied der römisch-katholischen Kirche. Durch Kirchenaustritte und Zuwanderung aus anderen Regionen der Schweiz und dem Ausland hat sich dies geändert. Heute (Stand 2000) sieht die religiöse Landschaft wie folgt aus: Es gibt 83,94 % römisch-katholische und 9,59 % evangelisch-reformierte Christen. Daneben findet man noch 2,33 % Konfessionslose.

### Herkunft – Nationalität
Von den 398 Einwohnern Ende 2004 waren 386 Schweizer und 12 (= 3,0 %) Ausländer. Bei der letzten Volkszählung waren 95,85 % (einschliesslich Doppelbürger 96,11 %) Schweizer Staatsangehörige. Die wenigen Ausländer stammen aus Serbien-Montenegro, Deutschland und Sri Lanka.

## Verkehr
Kottwil liegt an keiner Bahnlinie. Mit der Buslinie Sursee-Willisau ist es an das Netz des Öffentlichen Verkehrs angeschlossen. An den beiden Endpunkten liegen Bahnstationen. Willisau liegt an der Linie Luzern-Langenthal und Sursee an der Linie Luzern-Olten.
Kottwil liegt an der Strasse von Sursee nach Willisau. Der nächste Autobahnanschluss Sursee ist 7 km entfernt.

## Geschichte

Luftbild (1970)

Bei Hauenbühl nordwestlich des Dorfs wurden Funde aus der Mittleren Steinzeit gemacht. Auch aus anderen frühzeitlichen Perioden sind Siedlungsreste, Werkzeuge und Schmuck gefunden worden. Bei Ausgrabungen kamen die Grundmauern und Überreste einer römischen Villa zutage. Auf der Anhöhe östlich vom Dorf stand einst eine alemannische Wehrsiedlung. Aus dieser Zeit stammt auch ein alemannisches Reitergrab. Erstmals historisch erwähnt wird Chotwile in einem Schutzbrief von Kaiser Friedrich I. an den Chorherrenstift Beromünster. Später übernahmen die Habsburger die Herrschaft, und Kottwil wurde Teil der Vogtei Willisau. 1415 übernahmen die Luzerner die Herrschaft. Sie war Teil der Herrschaft Kastelen. Das Twingrecht übte von 1520 bis 1798 die Familie Schnyder aus Sursee aus. Bis 1803 gehörte sie dann zum Distrikt Willisau, danach zum neu gegründeten Amt Sursee.
Am 1. Januar 2006 hat sich Kottwil mit der Gemeinde Ettiswil zur neuen Gemeinde Ettiswil zusammengeschlossen.

## Persönlichkeiten
- Julius Müller (* 1857 in Kottwil; † 1917 in Zürich), Lehrer und Meteorologe, Entwickler des Schweizer Systems, einer Turnierform des Schachspiels
- Anton Huber (* 1933 in Kottwil; † 2015 in Capolago, Tessin), Auswanderer nach Brasilien, Unternehmer, Direktor von Cooperlucas, Vize-Direktor des brasilianischen Dachverbandes der landwirtschaftlichen Genossenschaften, Mitgründer von Lucas do Rio Verde, MT, Brasilien